# Rivière au Serpent Sud-Ouest
Pour les articles homonymes, voir Serpent (homonymie).
La rivière au Serpent Sud-Ouest est un affluent de la rivière au Serpent, coulant dans le territoire non organisé de Passes-Dangereuses, dans la municipalité régionale de comté (MRC) de Maria-Chapdelaine, dans la région administrative de Saguenay-Lac-Saint-Jean, dans la province de Québec, au Canada.
Le bassin versant de la rivière au Serpent Sud-Ouest est desservi par la route forestière R0274 qui passe au Nord du lac du Goéland et au Nord-Ouest du lac du Serpent. La vallée de la rivière au Serpent Sud-Ouest est aussi desservie par quelques routes secondaires desservent la zone pour les besoins de la foresterie et des activités récréotouristiques,,.
La foresterie constitue la principale activité économique du secteur ; les activités récréotouristiques, en second.
La surface de la rivière au Serpent Sud-Ouest est habituellement gelée de la fin novembre au début avril, toutefois la circulation sécuritaire sur la glace se fait généralement de la mi-décembre à la fin mars.

## Géographie
Les principaux bassins versants voisins de la rivière au Serpent Sud-Ouest sont :
- côté Nord : rivière au Serpent, rivière Lapointe, rivière du Sapin Croche, lac Maupertuis ;
- côté Est : rivière au Serpent, rivière Péribonka, rivière Manouane, rivière Ashiniu, rivière des Prairies, rivière Kauashetesh ;
- côté Sud : lac D'Ailleboust, lac Étienniche, rivière Étienniche, rivière D'Ailleboust, rivière Alex ;
- côté Ouest : rivière du Sapin Croche, rivière Lapointe, rivière Mistassibi Nord-Est, rivière Mistassibi[2].

La rivière au Serpent Sud-Ouest prend sa source à l’embouchure du lac La Capellière (longueur : 4,1 km ; altitude : 423 m) situé du côté Ouest du lac Péribonka, dans le territoire non organisé de Passes-Dangereuses, soit à :
- 9,8 km à l’Ouest du cours de la rivière Mistassibi Nord-Est ;
- 23,4 km au Sud-Ouest de l’embouchure de la rivière au Serpent Sud-Ouest (confluence avec la rivière au Serpent) ;
- 43,6 km à l’Ouest de l’embouchure de la rivière au Serpent (confluence avec la rivière Péribonka) ;
- 43,3 km au Sud-Ouest du barrage de l’embouchure du lac Péribonka (traversé par la rivière Péribonka) ;
- 23,2 km au Nord-Est du cours de la rivière Brûle-Neige[2],[5].

À partir de sa source, la rivière au Serpent Sud-Ouest coule sur 29,6 km, entièrement en zone forestière, selon les segments suivants :
Partie supérieure du cours de la rivière au Serpent Sud-Ouest (segment de 16,0 km)
- 5,5 km d’abord vers le Nord-Est, en formant de petits serpentins, en recueillant la décharge (venant du Sud-Est) de quelques lacs et en recueillant la décharge (venant de l’Est) d’un lac non identifié, jusqu’à la rive Sud d’un lac non identifié ;
- 2,2 km vers le Nord, en traversant un lac non identifié (longueur : 2,3 km ; altitude : 402 m), jusqu’à son embouchure ;
- 1,0 km vers le Nord-Est, jusqu’à la rive Sud du lac du Goéland ;
- 7,3 km vers le Nord-Est en traversant le lac du Goéland (longueur : 10,3 km ; altitude : 401 m), jusqu’à son embouchure. Note : Ce lac reçoit du côté Nord la rivière du Sapin Croche ;

Partie inférieure du cours de la rivière au Serpent Sud-Ouest (segment de 13,6 km)
- 2,1 km vers le Nord-Est, jusqu’à la rive Ouest du lac du Serpent ;
- 3,6 km vers le Nord en traversant le lac du Serpent (longueur : 7,2 km ; altitude : 399 m), jusqu’à son embouchure. Note : Ce lac reçoit du côté Nord-Ouest la rivière Lapointe ;
- 2,7 km vers le Nord, puis le Nord-Est en coupant une route forestière et en traversant quelques rapides, jusqu’à la rive Ouest d’un petit lac formé par l’élargissement de la rivière. Note : ce lac reçoit du Sud-Est la décharge d’un lac non identifié ;
- 3,4 km vers le Nord-Ouest en recueillant la décharge (venant du Sud-Ouest) d’un lac non identifié, jusqu’à la décharge (venant du Nord-Ouest) de deux lacs non identifiés ;
- 1,8 km vers le Nord-Est en contournant une montagne, jusqu’à son embouchure[2].

La rivière au Serpent Sud-Ouest se déverse dans une baie sur la rive Ouest de la rivière Péribonka, à :
- 49,9 km au Nord-Ouest de l’embouchure de la rivière au Serpent ;
- 50,2 km au Nord-Ouest de l’embouchure de la rivière Manouane ;
- 23,5 km au Sud-Ouest de l’embouchure du lac Péribonka lequel est traversé vers le Sud-Est par la rivière Péribonka ;
- 59,4 km à l’Ouest d’une baie de la partie Ouest du réservoir Pipmuacan ;
- 33,3 km au Nord-Est du cours de la rivière Mistassibi ;
- 74,8 km au Nord-Ouest du barrage à l’embouchure du lac Pamouscachiou (faisant partie du réservoir Pipmuacan) ;
- 129,3 km au Nord de l’embouchure de la rivière Péribonka (confluence avec le lac Saint-Jean)[2].

À partir de l’embouchure de la rivière au Serpent Sud-Ouest, le courant descend le cours de la rivière au Serpent sur 62,3 km vers le Sud-Est, le cours de la rivière Péribonka sur 150,3 km vers le Sud, traverse le lac Saint-Jean sur 29,3 km vers l’Est, puis emprunte sur 155 km le cours de la rivière Saguenay vers l’Est jusqu'à la hauteur de Tadoussac où il conflue avec le fleuve Saint-Laurent.

## Toponymie
Le toponyme « rivière au Serpent Sud-Ouest » est associé au cours d’eau en amont désigné « rivière au Serpent ».
Le toponyme de « rivière au Serpent Sud-Ouest » a été officialisé le 5 décembre 1968 à la Banque des noms de lieux de la Commission de toponymie du Québec.